# غاو (ميانة)
غاو هي قرية في مقاطعة ميانة، إيران. عدد سكان هذه القرية هو 384 في سنة 2006.